# Pandolfo Testadiferro
Pandolfo I, chiamato Testa di Ferro, Testaferrata o Capodiferro (935 – Roma, marzo 981), fu principe di Benevento e Capua dal 943 al 981 e principe di Salerno dal 978.

## Biografia
Ebbe un ruolo fondamentale nella guerra scoppiata contro bizantini e musulmani per il controllo del Mezzogiorno nei secoli successivi alla caduta dell'autorità longobarda e carolingia sulla Penisola. Fino alla morte, avvenuta nel marzo del 981, Pandolfo stabilì il proprio dominio su quasi tutto il mezzogiorno d'Italia, ricostituendo per la prima ed ultima volta dopo il capitolare dell'851 l'unità dell'antica Langobardia Minor.
A partire dal 943 fu associato al trono di Benevento dal padre Landolfo II, il quale nel 959 gli associò in co-reggenza il fratello Landolfo III. Alla morte di Landolfo II (961) sia lui che suo fratello divennero principi unici, sebbene Pandolfo, maggiore dei due, esercitasse la maggior parte del potere effettivo. Il Chronicon Salernitanum parla comunque di co-reggenza e riporta il principio dell'indivisibilità del dominio unito di Benevento e Capua così come dichiarato da Atenolfo I nel 900, quando egli affermò Beneventanorum principatum eius filii Pandolfum et Landulfum bifarie regebant...communi indivisoque iure (Il principato beneventano fu retto in comune da Pandolfo e Landolfo sotto la stessa indivisibile giurisdizione).
Nell'autunno del 966 papa Giovanni XIII guidò una spedizione promossa da Roma, Spoleto e la Toscana contro i due fratelli, ma Gisulfo I di Salerno accorse in loro aiuto e scongiurò lo scontro armato. Il pontefice e Gisulfo siglarono un trattato di pace a Terracina nel 968, anno in cui un altro fratello di Pandolfo, Giovanni, fu creato vescovo di Capua dallo stesso Giovanni XIII. 

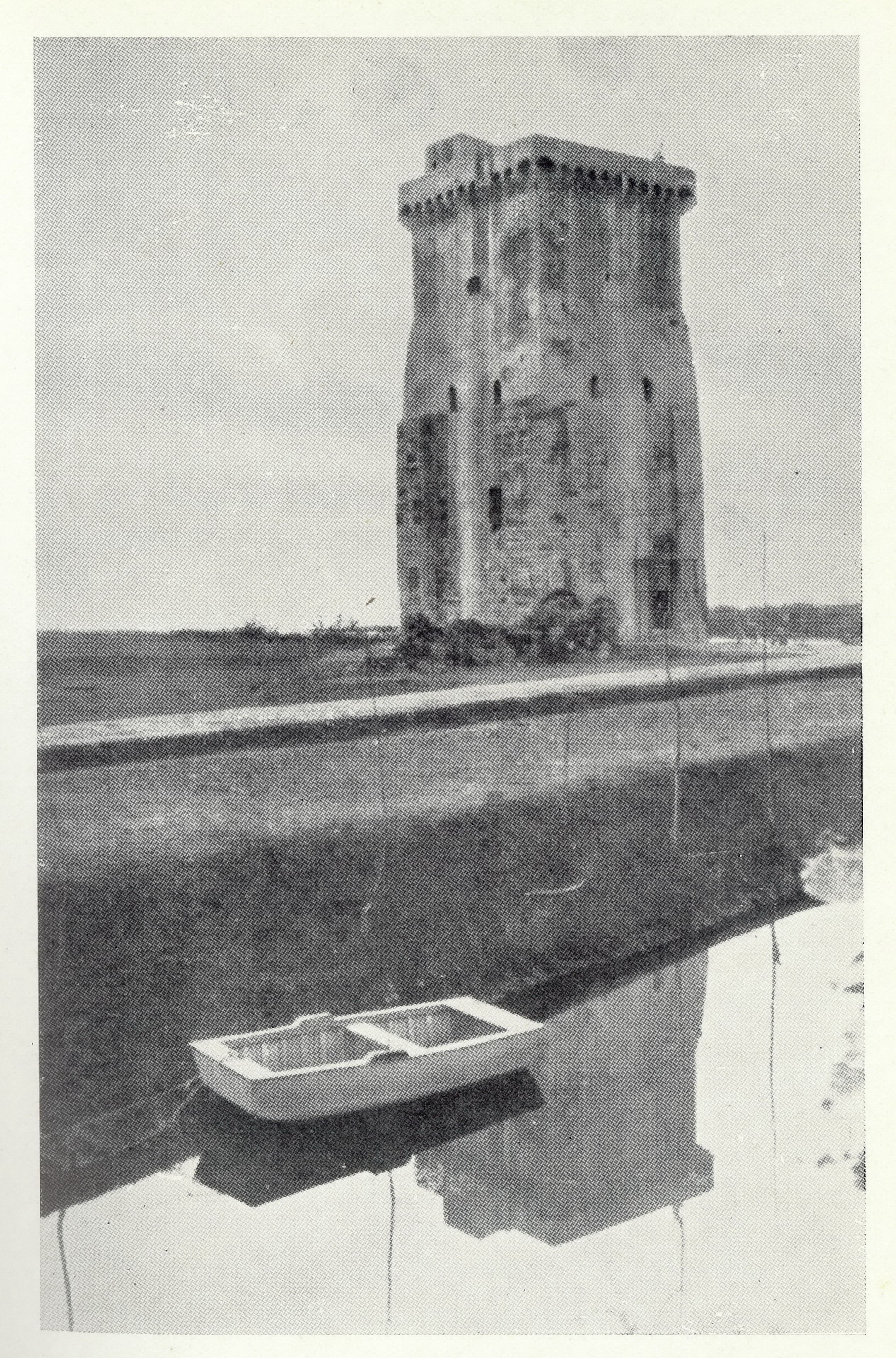
Altra vista della Torre di Capodiferro presso la foce del Garigliano

Nel 967 l'imperatore Ottone I scese in Italia e attribuì il ducato di Spoleto a Pandolfo, che l'anno successivo rimase unico principe di Benevento e Capua per la morte improvvisa di Landolfo, colpito da una malattia. 
Questi lasciò due figli, Pandolfo e Landolfo di Sant'Agata, l'uno futuro principe di Benevento, l'altro di Capua. Il Chronicum riferisce che Pandolfo Testadiferro tenuit principatum una cum suo germanus annos octo, cioè "regnò sul principato col fratello per otto anni". 
Scomparso Landolfo, egli estromise i nipoti dal patrimonio e si proclamò unico principe, associando al trono suo figlio Landolfo.
Unitosi nuovamente alla campagna imperiale contro i bizantini, Pandolfo fu lasciato dall'imperatore Ottone alla guida dell'assedio di Bari e fu fatto prigioniero nella battaglia di Bovino del 969 dal catapano Eugenio. Fu rilasciato tempo dopo grazie all'accordo con cui l'imperatore bizantino Giovanni Zimisce diede la nipote Teofano in sposa ad Ottone II, figlio di Ottone I. 
Durante la sua assenza, il grande principato era stato amministrato dall'Arcivescovo Landolfo di Benevento e dal suo giovane figlio Landolfo, assistito dalla madre Aloara di Capua.
Nel 974, a Salerno, il principe Gisulfo I, ultimo dei Dauferidi, venne spodestato da un'insurrezione religiosa guidata dal fratello Landolfo. Il principe Testadiferro restaurò Gisulfo come suo vassallo e ne ereditò il trono alla morte, avvenuta senza eredi tra la fine del 977 e l'inizio del 978. Pandolfo diventò quindi anche principe di Salerno, unificando di fatto tutti i territori della Langobardia Minor che erano stati divisi dal capitolare dell'851 siglato da Siconolfo di Salerno e Radelchi I di Benevento con l'assenso di Ludovico II.
Pandolfo Testadiferro morì nel marzo del 981. I suoi possedimenti furono divisi fra i suoi figli, che combatterono lungamente per contendersi la grande eredità paterna. Secondo le disposizioni, Landolfo ricevette Capua e Benevento, mentre Pandolfo II fu principe di Salerno. 
Il dominio di Spoleto fu invece perduto: nel 981 l'imperatore Ottone II giunse a Roma e assegnò il ducato spoletino a Trasimondo IV, duca di Camerino. 
Successivamente, quel principato di Benevento e Capua dichiarato solennemente indivisibile fu ripartito in due principati: Pandolfo, nipote di Testadiferro, ottenne Benevento, mentre suo padre Landolfo IV tenne per sé Capua. 
Nel giro di pochi mesi dalla morte di Testadiferro, il duca Mansone I di Amalfi rovesciò Pandolfo II dal trono di Salerno e solo dopo un fallito tentativo di assedio della città, fu proclamato principe di Salerno dall'imperatore.

## Ascendenza
|                          |   |                       | Genitori               |  |  | Nonni |  |  | Bisnonni            |  |  | Trisnonni           |  |
|                          |   |                       |                        |  |  |       |  |  | Atenolfo I di Capua |  |  | Landenolfo di Teano |  |
|                          |   |                       |                        |  |  |       |  |  | Atenolfo I di Capua |  |  | Landenolfo di Teano |  |
|                          |   | …                     |                        |  |  |       |  |  | Atenolfo I di Capua |  |  |                     |  |
| Landolfo I di Benevento  |   |                       |                        |  |  |       |  |  | Atenolfo I di Capua |  |  |                     |  |
|                          |   | Sichelgaita di Gaeta  | …                      |  |  |       |  |  |                     |  |  |                     |  |
|                          |   | Sichelgaita di Gaeta  | …                      |  |  |       |  |  |                     |  |  |                     |  |
|                          |   | Sichelgaita di Gaeta  | …                      |  |  |       |  |  |                     |  |  |                     |  |
| Landolfo II di Benevento |   | Sichelgaita di Gaeta  |                        |  |  |       |  |  |                     |  |  |                     |  |
|                          |   | Atanasio II di Napoli | Gregorio III di Napoli |  |  |       |  |  |                     |  |  |                     |  |
|                          |   | Atanasio II di Napoli | Gregorio III di Napoli |  |  |       |  |  |                     |  |  |                     |  |
|                          |   | Atanasio II di Napoli | …                      |  |  |       |  |  |                     |  |  |                     |  |
| Gemma di Napoli          |   | Atanasio II di Napoli |                        |  |  |       |  |  |                     |  |  |                     |  |
|                          |   | …                     | …                      |  |  |       |  |  |                     |  |  |                     |  |
|                          |   | …                     | …                      |  |  |       |  |  |                     |  |  |                     |  |
|                          |   | …                     | …                      |  |  |       |  |  |                     |  |  |                     |  |
| Pandolfo Testadiferro    |   | …                     |                        |  |  |       |  |  |                     |  |  |                     |  |
|                          | … | …                     |                        |  |  |       |  |  |                     |  |  |                     |  |
|                          | … | …                     |                        |  |  |       |  |  |                     |  |  |                     |  |
|                          | … | …                     |                        |  |  |       |  |  |                     |  |  |                     |  |
| …                        | … |                       |                        |  |  |       |  |  |                     |  |  |                     |  |
|                          |   | …                     | …                      |  |  |       |  |  |                     |  |  |                     |  |
|                          |   | …                     | …                      |  |  |       |  |  |                     |  |  |                     |  |
|                          |   | …                     | …                      |  |  |       |  |  |                     |  |  |                     |  |
| Yvantia                  |   | …                     |                        |  |  |       |  |  |                     |  |  |                     |  |
|                          |   | …                     | …                      |  |  |       |  |  |                     |  |  |                     |  |
|                          |   | …                     | …                      |  |  |       |  |  |                     |  |  |                     |  |
|                          |   | …                     | …                      |  |  |       |  |  |                     |  |  |                     |  |
| …                        |   | …                     |                        |  |  |       |  |  |                     |  |  |                     |  |
|                          |   | …                     | …                      |  |  |       |  |  |                     |  |  |                     |  |
|                          |   | …                     | …                      |  |  |       |  |  |                     |  |  |                     |  |
|                          |   | …                     | …                      |  |  |       |  |  |                     |  |  |                     |  |
|                          |   | …                     |                        |  |  |       |  |  |                     |  |  |                     |  |